# El vizconde de Bragelonne
El vizconde de Bragelonne (Le vicomte de Bragelonne) es una novela de Alejandro Dumas publicada en 1847. Es la tercera y última parte de las novelas de D'Artagnan o de la también llamada Trilogía de los mosqueteros.
Fue publicada inicialmente por entregas en el periódico Le Siècle, desde el 20 de octubre de 1847 al 12 de enero de 1850. Su primera edición en Francia, como libro, fue publicada por la editorial Michel Lévy frères en 1848.

## Argumento
La novela comienza en 1660, diez años desde los sucesos de Veinte años después. En su residencia de Blois, el vizconde de Bragelonne y joven mosquetero, Raúl, se reencuentra con Luisa de La Vallière a quien ama profundamente, pese a que el conde de La Fère, más conocido como Athos y padre del joven, no está de acuerdo con dicha relación.

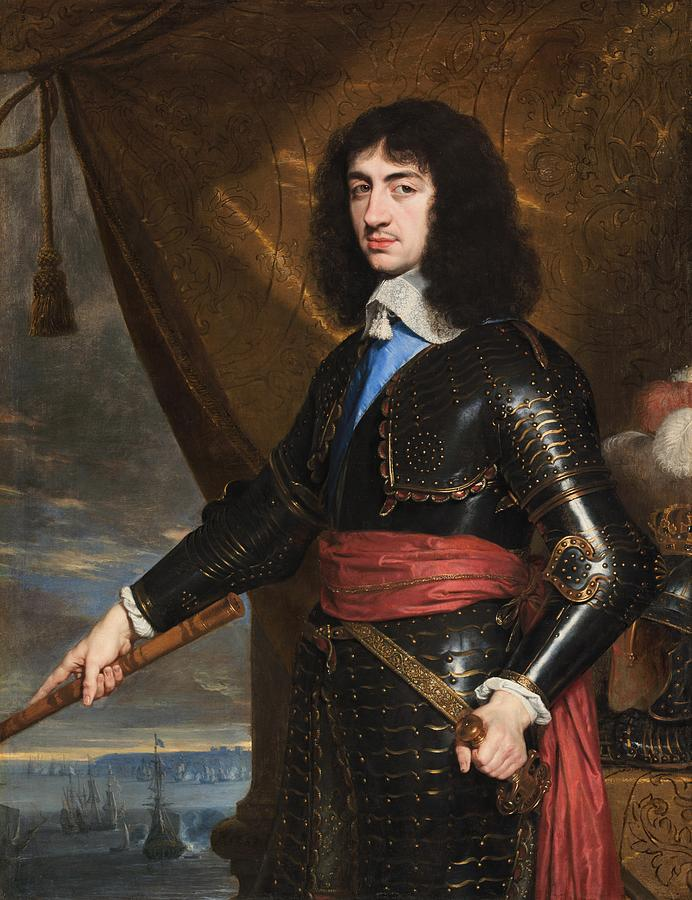
Carlos II de Inglaterra, cuya restauración al trono fue apoyada por Athos y D'Artagnan.

Por otro lado, en Inglaterra, la armada real se encuentra en manos del general John Lambert, mientras que sus enemigos, los escoceses, obedecen las órdenes del general George Monck. Este último ha invadido Newcastle, puerto del noreste de Inglaterra, y pronto atacará Londres, ocupada por los soldados de Lambert. En tanto, Carlos II, hijo de Carlos I y heredero al trono inglés, se encuentra exiliado en las Provincias Unidas de los Países Bajos, pero decidido a recuperar la corona, llega a Blois para pedir al rey Luis XIV y al cardenal Mazarino ayuda económica para dicho objetivo, la cual es negada por estos. Estando a punto de marcharse de Francia, Carlos II encuentra por casualidad la casa de Athos en La Fère, quien en el pasado intentó ayudar a su padre. El conde le explica que Carlos I, antes de morir, le reveló la existencia de una fortuna escondida en un castillo de Newcastle, con la que podría ayudar a su hijo Carlos II en el futuro. Entonces, fiel a su honor, Athos parte con su criado Grimaud rumbo a Inglaterra para recuperarla.
En tanto, D'Artagnan, quien supo de la negativa de Luis XIV y de Mazarino a ayudar a Carlos II, y rebajado a teniente de mosqueteros, renuncia a su cargo para cooperar con mayor libertad en la restauración inglesa. Primero busca a sus tres amigos para que lo ayuden en su aventura, pero no los encuentra. No obstante, en París, llega a la casa de Planchet, su ex criado, a quien le propone un buen negocio y obtiene así dinero. Con este, el gascón contrata a una docena de hombres para su misión, arriba en Normandía, alquila un barco de pesca y marcha a Newcastle. Allí, vestidos como pescadores, le ofrecen provisiones al general Monck y se instalan en el pueblo, mientras que Athos, al mismo tiempo, se contacta con este, señalándole la existencia de la fortuna perteneciente a Carlos II. El general Monck, quien acompaña a Athos a recuperar el tesoro, reconoce que el ascenso de un rey es mucho más positivo que un enfrentamiento entre ingleses y escoceses, y decide convencer a Lambert, pero desaparece misteriosamente.
Dos días más tarde, D'Artagnan, como jefe de los pescadores, llega a Holanda, al pueblo de Scheveningen, donde Carlos II está refugiado. El gascón le presenta a este una gran caja agujereada: en ella, el mismo D'Artagnan había encerrado al general Monck. D'Artagnan le explica a Carlos II que Monck, al tener la confianza del Parlamento, le servirá de aliado para recuperar el trono. Carlos II, agradecido, pone en libertad al general y este, junto a D'Artagnan, regresan a Newcastle, pero al llegar al campamento, se dan cuenta de que soldados han prendido fuego a la casa de Athos —donde trasladó el oro de Carlos II— para hacerle salir, puesto que ellos creen que él es responsable de la desaparición de su general. Sin embargo, el conde es salvado a tiempo por D'Artagnan y juntos apagan el incendio. Luego, Athos marcha a Holanda con la fortuna, mientras que en medio de negociaciones infructuosas, el general Lambert pierde el apoyo de sus soldados, quienes se ponen del lado del general Monck. Este llega triunfante a Londres y declara que Carlos II debe tomar el poder en Inglaterra porque ese país tiene necesidad de un rey, a lo que el Parlamento acepta: así, Carlos II se convierte en el nuevo monarca de Inglaterra.

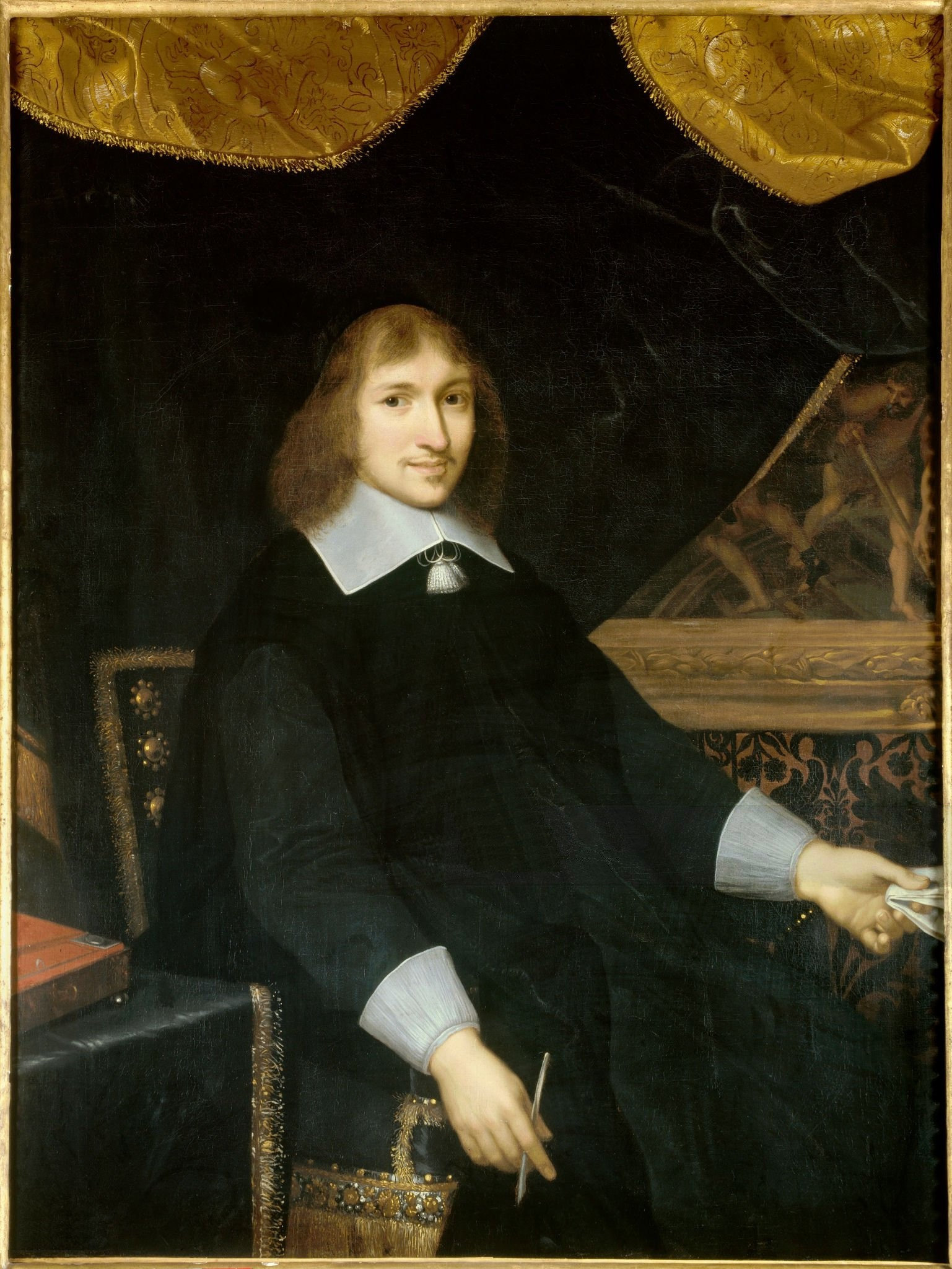
Nicolás Fouquet, Superintendente de Finanzas en quien desconfían Luis XIV y Colbert.

A su regreso a Francia, Athos decide aceptar la boda entre Raúl y Luisa, pero teme por el futuro de su hijo a causa de ese amor. Por otro lado, Luis XIV se ve obligado a casarse con María Teresa de Austria, pese a amar a María Mancini, sobrina de Mazarino. Meses más tarde, el cardenal enferma y fallece, no sin antes sugerirle a Luis XIV que no tome consejeros. Así, el joven rey obtiene el poder. Por su parte, Enriqueta de Inglaterra, conocida como Minette y hermana del rey Carlos II, contrae matrimonio con Monsieur Felipe de Francia, el afeminado hermano del rey Luis XIV.
En la corte, además, se perfilan las figuras de Nicolás Fouquet, el poderoso Superintendente de Finanzas y propietario de Belle-Île-en-Mer, y de Jean-Baptiste Colbert, administrativo y fiscalizador de las finanzas, recomendado por Mazarino a Luis XIV, que da cuenta al rey de los gastos injustificados de Fouquet. Ante esa situación, Luis XIV manda llamar a D'Artagnan y le ofrece la capitanía de mosqueteros, mandándolo a Belle-Île, como primera misión, ya que recibe informes que Fouquet ha hecho una fortificación en este lugar. Colbert le tiene envidia a Fouquet y logra que Luis XIV condene a muerte a dos amigos del Superintendente, con el pretexto de corrupción. Fouquet intenta salvarlos y hace un plan para quemar una casa y en el desorden lograr la evasión, sin embargo, ignoraba que la casa era propiedad de D'Artagnan, el cual la defiende y, sin saber, frustra el plan de Fouquet. D'Artagnan parte a Belle-Île y descubre que los supervisores de la construcción en la isla son Porthos —barón de Vallon— y Aramis —obispo de Vannes, cuyo verdadero nombre es René de Herblay—. Aramis al verse descubierto, engaña a D'Artagnan y se traslada inmediatamente a París al encuentro de Fouquet, sugiriéndole que es necesario regalarle la fortaleza de Belle-Île al Rey, lo cual hace inmediatamente. Habiendo salido Fouquet de la audiencia con Luis XIV, D'Artagnan llega a confirmarle al rey que efectivamente Belle-Île es una fortificación, cuestión que ya no le importa al monarca, puesto que la isla ahora es de su propiedad.
Tras su boda con Enriqueta, el príncipe Monsieur Felipe sucumbe sucesivamente a los celos. Así, primero pide a su madre, Ana de Austria, que expulse al duque de Buckingham de Francia, y posteriormente le solicita al rey, su hermano, el destierro de Guiche. Pero la princesa Enriqueta, coqueta por naturaleza, pone los ojos en el propio Luis XIV. Felipe renueva sus quejas a la reina madre, que se hace eco de las mismas, por lo que el rey y la princesa buscan una persona, que, sin saberlo, sea tapadera de su relación por medio de la estrategia, denominada, por entonces en Francia, el paravent (pantalla), es decir, el rey debía fingir que cortejaba a una determinada dama para que la corte no interviniera en el idilio que nacía entre él y su cuñada Enriqueta. Así, escogen a Luisa de La Vallière, quien empezó a amar secretamente a Luis XIV desde la visita que hizo este en la casa donde trabajaba. Cuando Athos, en representación de Raúl, fue a pedir al rey una autorización para su matrimonio con Luisa, este opuso su negativa y envió a Inglaterra al joven mosquetero, convertido en su rival en el amor. 
Posteriormente, al volver a Francia, Raúl se entrevista con Luisa y ella le confiesa que ama a otro hombre. El joven se marcha dolido, mientras que Athos se presenta ante Luis XIV para insistir en que acepte la boda, sin embargo el rey le revela que ama a Luisa. El conde, entonces, rompe su espada y con ello su juramento de fidelidad al rey, puesto que se ha convertido en su enemigo. Habiendo perdido un fiel servidor en la persona de Athos, el rey desea que D'Artagnan esté de nuevo a su servicio y le propone ser el capitán de sus mosqueteros, a lo que el gascón acepta. No obstante, Luis XIV, humillado por la afrenta de Athos, le ordena a D'Artagnan capturar a su amigo para encerrarlo en la Bastilla. El mosquetero hace lo posible por evitar la prisión de Athos y luego de llevarlo a una cena con el Señor de Baisemeaux, gobernador de la Bastilla, se presenta ante el rey, discute con este y obtiene finalmente la libertad del conde, quien opta por retirarse definitivamente a su residencia en La Fère, a orillas del Loira.

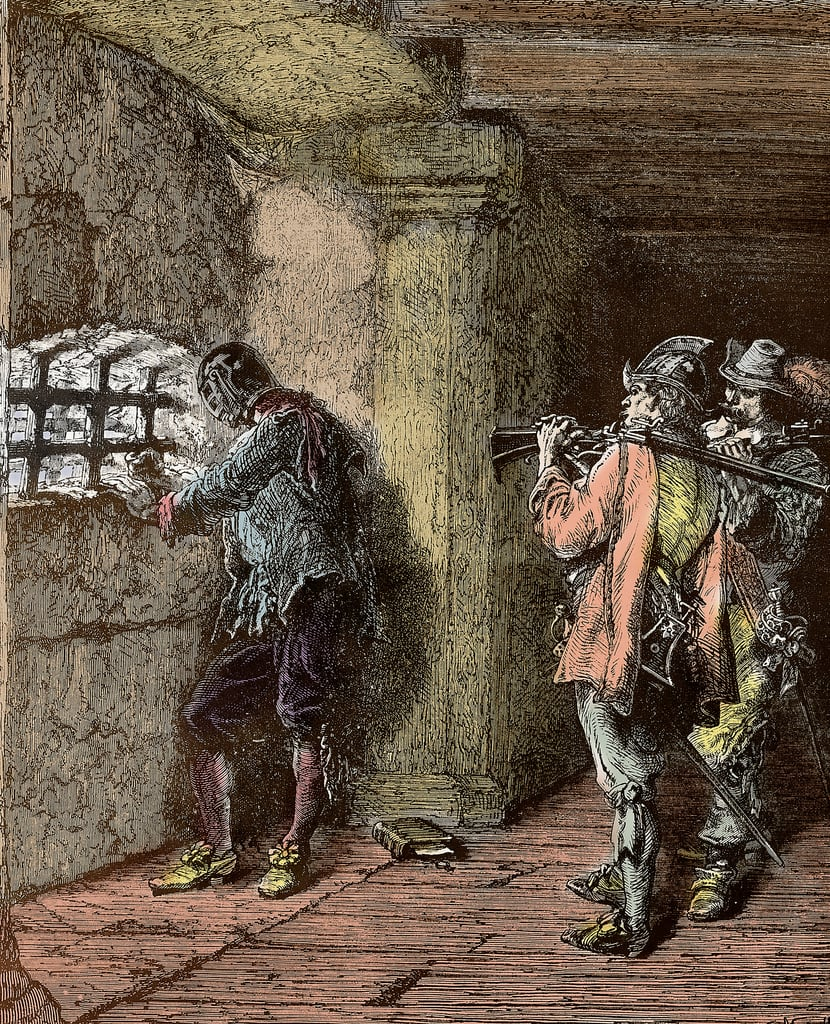
La leyenda del hombre de la máscara de hierro sirvió de inspiración a Alexandre Dumas para la última parte de la novela.

En tanto, Aramis, quien también se había convertido en el General de la Compañía de Jesús, se entrevista con un misterioso prisionero de la Bastilla llamado Felipe. De su conversación con este se revela que el 5 de septiembre de 1638, no nació un hijo de Luis XIII y Ana de Austria, sino dos: Luis XIV tiene un hermano gemelo, que no es otro que Felipe. Aquel segundo hijo podía, con el tiempo y armado de los intereses de un partido, disputar la corona mediante una guerra civil, situación que inquietó a los reyes, quienes optaron por alejarlo enviándolo primero a una casa de campo y luego a una prisión en la Bastilla. Así, tras liberarlo gracias a una estratagema en la que burló a Baisemeaux, Aramis le propone a Felipe reivindicar sus derechos perdidos sustituyendo al rey gracias a su gran parecido físico, oferta que el joven príncipe acepta. A cambio, una vez en el trono, Felipe nombraría a Herblay como su primer ministro y lo ayudaría a convertirse en cardenal y luego en papa. Entonces, con la ayuda de Porthos, quien ignoraba el complot, Aramis aprovecha las fiestas celebradas por Fouquet en el Palacio de Vaux-le-Vicomte en honor al rey, para dar el golpe y efectuar secretamente el cambio entre hermanos: Luis XIV termina encarcelado en la Bastilla, mientras Felipe despierta al otro día en su habitación del palacio, asumiendo su papel de rey ante la corte. Luego, Aramis, esperando contar con la aprobación de Fouquet, le cuenta a este el secreto de su plan; no obstante, contrario a lo que creía, recibe el repudio del superintendente, quien, furioso, le ordena huir de Francia y radicarse en Belle-Île. A su vez, sintiéndose culpable del destino de su huésped, Fouquet decide ir a salvar a Luis XIV, liberándolo de su cautiverio y llevándolo luego al palacio, donde ambos hermanos se encontrarían cara a cara ante el estupor de la corte. Felipe es hecho preso inmediatamente por D'Artagnan, quien lamenta hacerlo, y termina siendo enviado a la Isla de Santa Margarita con una máscara de hierro en su rostro.

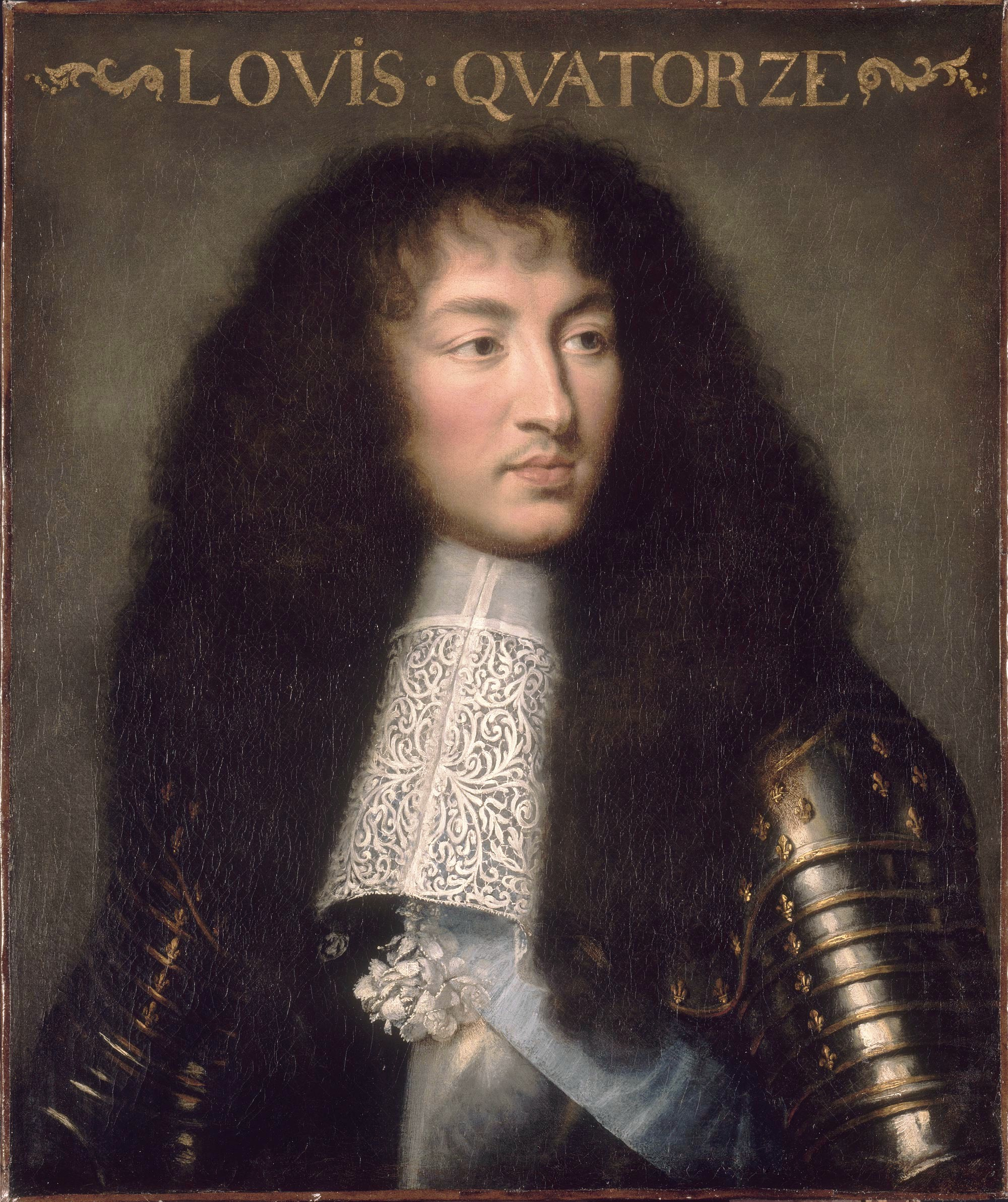
Luis XIV, uno de los personajes centrales de El Vizconde de Bragelonne.

El rescate de Luis XIV por parte de Fouquet, no evita que este también termine por caer en desgracia: las denuncias de Colbert y los celos de Luis XIV terminan en su despido y en su persecución y arresto a manos de D'Artagnan en Nantes por malversación de caudales públicos, siendo encerrado para siempre en la prisión de Pignerol. Por su parte, Colbert asumió la administración de las finanzas del reino, mientras que D'Artagnan volvió a la Isla de Santa Margarita, cuyo gobernador era Bénigne de Saint-Mars, para vigilar a Felipe.
Por otro lado, Aramis, quien huyó en compañía de Porthos, llega a la casa de Athos, le revela el fracaso de su plan y le propone unirse a ellos para hacer resistencia en Belle-Île contra el rey. No obstante, el conde prefiere mantenerse al margen y se despide de sus amigos, ya que está preocupado por su hijo, quien ha decidido ir a la guerra en Argelia con el duque de Beaufort. Posteriormente, acompañándolo en las costas franceses para reclutar hombres, Athos y su hijo llegan a la Isla de Santa Margarita, donde divisan al príncipe prisionero y se despiden también de D'Artagnan, a quien Raúl le entrega una carta para Luisa de La Vallière.
En Belle-Île, en tanto, Aramis piensa que el rey no atacará sin la autorización de Fouquet. Sin embargo, el obispo de Vannes ignora que la isla ahora pasó a manos de Luis XIV tras la caída del ministro, de manera que cuando vio llegar a lo lejos los barcos del rey transportando soldados, comprendió que él y sus hombres estaban en peligro, y le revela a Porthos la verdad de su complot. D'Artagnan, que llega al lugar desde uno de los barcos, trata de prevenir a sus amigos, pero se ve impedido por un oficial del rey, que anticipa todos sus movimientos. La isla es atacada y el gascón, frustrado, marcha a Francia para presentar su dimisión al rey, quien la acepta. Mientras tanto, en Belle-Île, en medio de una intensa lucha en la cueva de Locmaria, Porthos sucumbe al ser aplastado por las rocas del lugar, tras una explosión de pólvora, y muere ante la impotencia de Aramis, quien, junto a los bretones que lo apoyaban, es llevado a salvo en un barco rumbo a España.
Lejos de esos acontecimientos, Athos, quien se había despedido de Raúl, cae en una profunda tristeza. En sueños, advierte sobre la muerte de Porthos y de su hijo. Entonces, postrado en su cama, recibe por parte de Grimaud la noticia de que efectivamente Raúl murió en Argelia y al poco fallece, con la esperanza de reencontrarse con su hijo en el más allá. D'Artagnan, quien llega la casa del conde, le llora y luego le entrega a Luisa la carta de Raúl, culpándose la joven de la muerte del hijo y del padre.
Años más tarde, D'Artagnan, nuevamente al mando de los mosqueteros, recibe una invitación para cenar con el rey, Colbert y el duque de Alameda, embajador de España. Al llegar a la corte, descubre que el duque no es otro que Aramis, reconciliado con Luis XIV y a quien le asegura la neutralidad de España ante la guerra entre Francia y Holanda. D'Artagnan y Aramis se despiden tristemente, y el mosquetero marcha con su tropas para asediar Maastricht, con la esperanza de obtener el bastón de mariscal de Francia. Allí, dirigiendo el sitio de la ciudad, lo consigue, pero es herido por una bala y muere en brazos de sus soldados.

## Personajes

### Los mosqueteros
- Aramis: Obispo de Vannes, tiene 50 años, el Caballero de Herblay descubre la existencia de un hermano gemelo de Luis XIV, secreto que lo ayudará a convertirse en General de la Orden de los Jesuitas. Aliado de Fouquet, decide ayudarlo frente a las sospechas del rey y Colbert, por lo que organiza, con la ayuda de Porthos, el derrocamiento de Luis XIV por el de su hermano gemelo. Sin embargo, el plan se ve frustrado por el propio Fouquet, ante lo cual Aramis se refugia en Belle-Île-en-Mer y luego en España, donde se convirtió en Duque de Alameda. Años más tarde, indultado por Luis XIV, regresa a Francia, convirtiéndose gracias a su astucia en el único sobreviviente de los cuatro amigos.
- Porthos: Tiene 60 años Tras convertirse en un hombre rico, el Barón de Vallon de Bracieux de Pierrefonds ahora anhela convertirse en Duque. Pese a ser apreciado por Luis XIV, ingenuamente se involucra en un complot tramado por Aramis, quien le hace creer que se enfrentarán contra un usurpador de la corona, cuando en realidad lo harán contra el mismo rey. Aún descubriendo la verdad, Porthos hace resistencia al ejército de Luis XIV, muriendo heroicamente en la cueva de Locmaria.
- D'Artagnan: Tiene 48 años, es el único de los cuatro amigos que se ha mantenido como mosquetero, siendo ahora jefe de los guardias del rey. Al principio de la novela, decepcionado por la falta de autoridad de Luis XIV, renuncia a su cargo. Luego, con la ayuda de Planchet, dirige la operación para restaurar a Carlos II en el trono de Inglaterra, recibiendo por ello una gran recompensa que lo hace rico. Después de esa hazaña, es repuesto por Luis XIV a sus funciones como jefe de la guardia. Tras el episodio del hombre de la máscara de hierro, se le ordena arrestar a Nicolás Fouquet y detener a los conspiradores Aramis y Porthos, refugiados en Belle-Île-en-Mer, negándose a cumplir esta última tarea. Al final de la novela, termina por reconocer la futura grandeza de Luis XIV y muere en el Asedio de Maastricht, poco después de ser ascendido a Mariscal de Francia.
- Athos: Tiene 60 años, es el Conde de la Fère. aparece en pocas ocasiones en la novela. Pese a su cansancio y vejez, ayuda en la restauración de Carlos II de Inglaterra. Su única razón de vivir es su hijo Raúl, pero cuando este viaja a África para morir en la guerra, Athos cae en una profunda tristeza, falleciendo en su cama, tras conocer definitivamente la muerte de su hijo.
- Raúl de Bragelonne: Es el hijo de Athos, y de la duquesa de Chevreuse. Si bien ha dado su nombre a la novela, Raúl de Bragelonne es sólo uno de los numerosos protagonistas, incluso estando menos presente que Luis XIV, D'Artagnan o Fouquet. El personaje de Raúl está lejanamente inspirado en Nicolás de Bragelonne, primo de Luisa de la Vallière y enamorado de esta última, quien murió de pena al enterarse de su romance con el rey. En la novela, tras descubrir el engaño de su amada Luisa, decide embarcarse a África para hacerse matar en una batalla.

### El hombre de la máscara de hierro
- Felipe: Hermano gemelo de Luis XIV, quien ignora su existencia. Durante toda su vida ha permanecido oculto: desde su infancia en el campo hasta años después como prisionero en La Bastilla, bajo el nombre de Marchiali. Es encontrado y liberado por Aramis, quien le revela sus orígenes y lo convence a fin de sustituir a Luis XIV en el trono de Francia, que le pertenece también por legitimidad. A cambio, Felipe ayudaría a Aramis a convertirse en Papa. Pero, tras consumarse el cambio entre hermanos, no tarda en ser descubierto, siendo detenido y encerrado en la Isla de Santa Margarita, con una máscara de hierro en su rostro. No confundir con su hermano menor, Felipe de Orleans, conocido como Monsieur y también presente en la novela.

### La corte real
- Luis XIV: La novela muestra su transformación de soberano joven y tímido al de gran monarca absoluto. Luis XIV es un personaje ambiguo, siendo en ocasiones justo y noble, y en otras cruel e implacable, en razón de las diversas situaciones que vive en la novela. Al principio, aún dominado por Mazarino, Luis XIV empieza a comprender la labor de ser rey y sus responsabilidades, hasta convertirse finalmente en un gobernante maduro, decidido y respetado por sus cercanos. Voluble en el amor, en la novela le vemos teniendo por favoritas sucesivamente a Maria Mancini, su cuñada Enriqueta, Luisa de La Vallière, y en el último capítulo a Madame de Montespan.
- Luisa de La Vallière: Es la hija del Marqués de Saint Rémy, mayordomo del Duque de Orleans. Amada de Raúl, su amigo de infancia, se olvida de él luego de conocer e interesarse por el rey, hasta convertirse en su favorita, afectando profundamente a Raúl. Finalmente termina relegada por el rey, al tener este como nueva favorita a Madame de Montespan (situación paralela a la que se dio en la realidad). .
- Mazarino: Aparece al principio de la novela. Antes de morir recomienda los servicios de Colbert a Luis XIV. Dumas le retrata como un hombre extremadamente codicioso.
- Nicolás Fouquet: Superintendente de Finanzas y dueño de grandes riquezas, es retratado positivamente por Dumas, quien defiende su inocencia. Amenazado por las intrigas de Colbert, Fouquet organiza lujosas fiestas para obtener el favor de Luis XIV. No obstante, contrario a lo que creía, se gana aún más el odio del rey, celoso de su fortuna. Tras descubrir el complot de Aramis para sustituir al rey, libera a Luis XIV de su cautiverio en La Bastilla, pero el monarca no lo perdona, ordenando a D'Artagnan su arresto y su traslado final a la Prisión de Pignerol.
- Juan Bautista Colbert: Retratado negativamente por Dumas como un mero burócrata y contable sin corazón, Colbert conspira para derrocar a Fouquet, su enemigo, y ocupar su lugar en la administración de las finanzas del reino. Sin embargo, años más tarde, ya convertido en ministro, muestra una personalidad más benévola y noble, ganándose la estimación de D'Artagnan, quien no confiaba en sus intenciones, que no eran otras que las de engrandecer la industria, las artes y la prosperidad de Francia.
- Felipe I de Orleans: Hermano menor de Luis XIV, siente celos de los amores de su hermano Luis XIV con Enriqueta de Inglaterra, con la que ha contraído un matrimonio de estado. En la novela no se muestra su relación homosexual que históricamente tuvo con el caballero de Lorena, pero se sugiere.

## Comentarios
Desde su publicación por entregas en el periódico Le Siècle, entre marzo y julio de 1844, Los Tres Mosqueteros (Les Trois Mousquetaires) es la novela más popular dentro de la extensa obra de Alejandro Dumas (en dura competencia con El Conde de Montecristo). El cariño de los lectores a los indómitos mosqueteros convertiría esa historia inicial en primera parte de una trilogía que completan Veinte años después (Vingt Ans Après, 1845) y El vizconde de Bragelonne (Dix Ans Plus Tard o Le Vicompte De Bragelonne, 1848-1850); pero ninguna de esas entregas posteriores recuperaría la vitalidad de la primera, tal vez por lo envejecido de sus protagonistas.
Con esta novela Alejandro Dumas culmina la historia de los mosqueteros y presenta la de El hombre de la máscara de hierro; al contrario de lo que se cree, la historia de este hombre no tiene la mayor influencia en el argumento de Los Tres Mosqueteros; inclusive en muchos países ha sido presentada como historia independiente, no siendo así para Dumas. Fue escrita con la colaboración de Auguste Maquet.

## La historia real
Al igual que en las dos partes anteriores de la trilogía, Dumas utiliza personajes y acontecimientos reales para construir la trama de su novela (la restauración de Carlos II, el fallecimiento de Mazarino y el ascenso de Luis XIV como monarca absoluto, la rivalidad entre los ministros Colbert y Fouquet, la caída de este último, los amores de Luis XIV con su cuñada y con Luisa de la Vallière), si bien tomándose muchas libertades, en particular con la cronología (la novela concentra en pocos meses sucesos que en la realidad estuvieron separados por años), haciendo intervenir en los hechos reales a sus personajes ficticios (el D'Artagnan de la novela se puede considerar como tal, por más que tenga un lejano paralelo con el D'Artagnan histórico, que fue, efectivamente, quien arrestó a Fouquet), o adornando los hechos (p.e. convirtiendo el arresto de Fouquet, que en realidad fue bastante prosaico, en una épica persecución a caballo). Asimismo, la subtrama del hombre de la máscara de hierro es por entero fruto de la imaginación de Dumas, que toma como base algunas anécdotas que hablan de que en aquella época había en la Bastilla un prisionero cuya identidad se mantenía en secreto y que no podía mostrarse ante desconocidos si no era cubierto con una máscara (máscara que en las primeras versiones de esta historia ni siquiera era de hierro, sino de terciopelo).